# キントラノオ

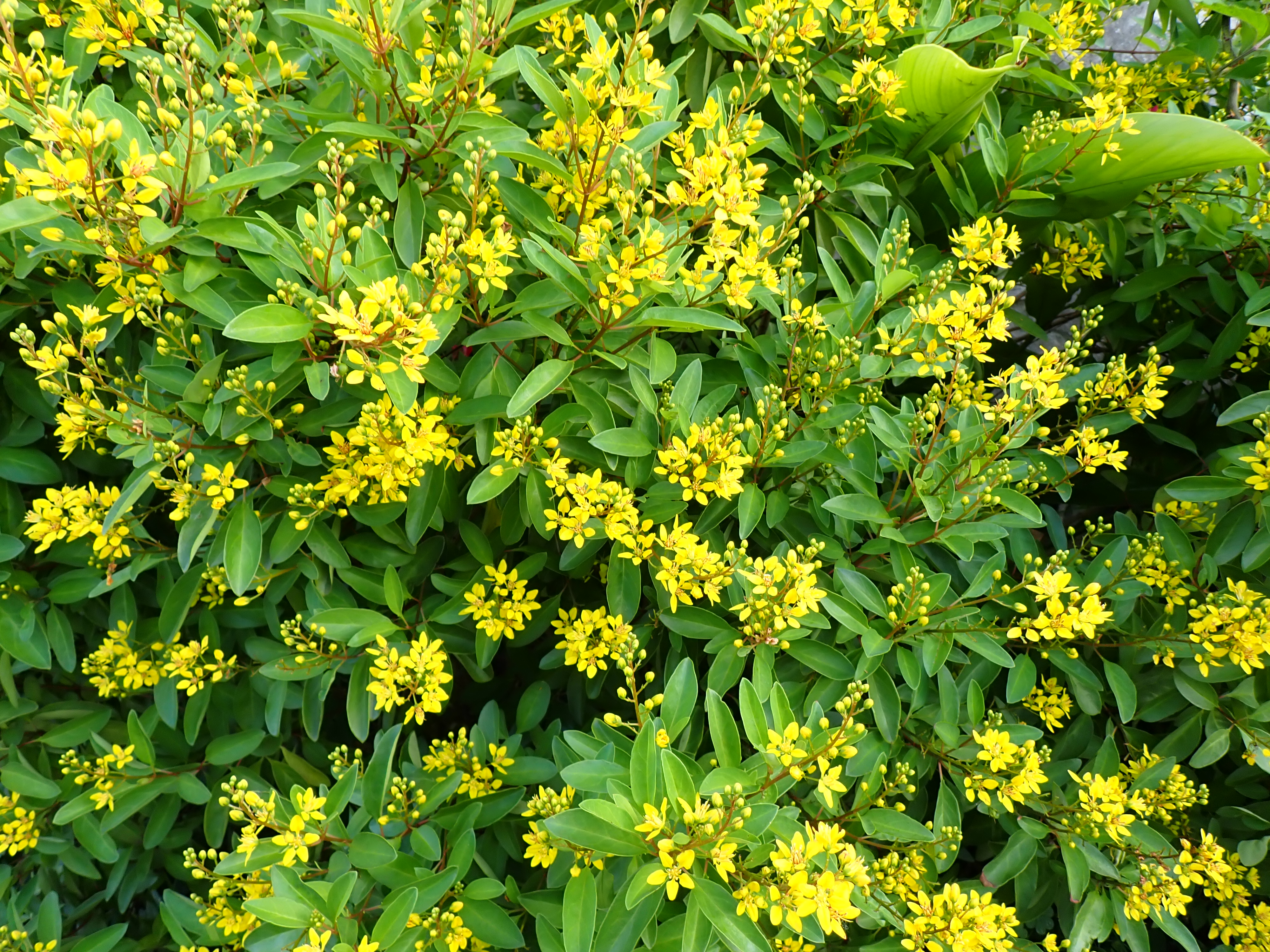
キントラノオ（2024年5月 沖縄県石垣市平得 植栽）

キントラノオ（金虎尾、学名：Galphimia gracilis）はキントラノオ科キントラノオ属の非耐寒性常緑低木。

## 特徴
高さ0.5–2 m。幹が直立する小さな木で、枝はよく分枝し、株立状となり、全体に白粉を帯びる。総状花序に直径1–2 cmの黄色い星型の5弁花を次々と咲かせる。花序は長さ5–15 cmほど。花期は6–11月で、開花時は樹全体が黄金色に包まれ美しい。雄しべは10本。葉は長さ2–8 cmほどで長楕円形～長卵形、対生する。花が似ているコウシュンカズラはつる植物で、葉がより幅広い点で本種と区別できる。

## 分布と生育環境、利用
熱帯アメリカ（メキシコ～パナマ）原産。熱帯～亜熱帯で広く栽培され、沖縄県内では公園や庭園へ植栽される。生垣にも向く。過湿で立枯れを起こすことがある。開花後に剪定を行い、脇芽を出すようにすると花つきが良くなる。樹形を整えるための剪定は2–3月に行う。耐潮性はやや弱いが、病虫害の発生はほとんどみられない。繁殖は実生や挿し木による。